# 동삭동
동삭동(東朔洞)은 평택시의 법정동이자 2021년 10월 25일 비전1동에서 분리된 행정동이다.

## 법정동
- 칠원동
- 동삭동

## 교육
- 동삭초등학교
- 평택서재초등학교
- 평택모산초등학교
- 동삭중학교

## 아파트
| 더샵 지제역 센트럴파크 1단지 | 포스코이앤씨    | 지제센토피아 지역주택조합   |
| 더샵 지제역 센트럴파크 2단지 | 포스코이앤씨    | 지제센토피아 지역주택 2조합 |
| 더샵 지제역 센트럴파크 3단지 | 포스코이앤씨    | 동삭센토피아 지역주택조합   |
| 평택 센트럴자이 1단지        | 지에스건설      | 생보부동산신탁 정동종합토건 |
| 평택 센트럴자이 2단지        | 지에스건설      | 생보부동산신탁 정동종합토건 |
| 평택 센트럴자이 3단지        | 지에스건설      | 생보부동산신탁 정동종합토건 |
| 평택 센트럴자이 4단지        | 지에스건설      | 생보부동산신탁 정동종합토건 |
| 평택 센트럴자이 5단지        | 지에스건설      | 생보부동산신탁 정동종합토건 |
| 평택 센트럴자이 6단지        | 지에스건설      | 생보부동산신탁 정동종합토건 |
| 지제역 e편한세상             | DL건설 DL이앤씨 | 하나자산신탁 피더블유디앤씨 |
| 지제역 푸르지오 엘리아츠     | 대우건설        | 신영부동산신탁              |
| 평택 이안                    | 대우산업개발    | 이앤시                      |